# Ctenosaura oedirhina
Espèce
Statut de conservation UICN

 EN B1ab(iii,v) : En danger
Statut CITES
Ctenosaura oedirhina est une espèce de sauriens de la famille des Iguanidae.

## Répartition
Cette espèce est endémique de Roatán dans le département des Islas de la Bahía au Honduras.

## Publication originale
- de Queiroz, 1987 : A new spiny-tailed iguana from Honduras, with comments on relationships within Ctenosaura (Squamata: Iguania). Copeia, vol. 1987, n. 4, p. 892-902.